# Gregorio Benito Terraza
Gregorio Benito Terraza (16 de marzo de 1879-15 de noviembre de 1936) fue un militar español. Encabezó el golpe de Estado de julio de 1936 en Huesca.

## Biografía
Nacido el 16 de marzo de 1879, ingresó en el servicio militar en 1895. Tuvo una destacada actuación durante la guerra del Rif, recibiendo numerosos ascensos y condecoraciones; durante la guerra de Marruecos llegó a mandar el Grupo de fuerzas regulares indígenas de Tetuán n.º 1, actuando principalmente en la zona de Ceuta-Tetuán y Larache. En 1930 ascendió al rango de general de brigada y fue nombrado jefe de la circunscripción militar de Ceuta-Tetuán.
En junio de 1931 fue nombrado jefe de la Circunscripción occidental del Protectorado español de Marruecos.
En julio de 1936 era jefe de la 10.ª Brigada de Infantería, mando que venía ejerciendo desde marzo de ese año. Mantuvo varias entrevistas con los generales Cabanellas y Mola —este último «director» de la conspiración militar contra la República—, comprometiéndose con el golpe. Tras la sublevación del general Cabanellas en Zaragoza, el general Benito sublevó a sus fuerzas y se hizo con el control de Huesca. Tras el estallido de la Guerra civil pasó a ocupar otros destinos militares. El 17 de agosto fue nombrado comandante de la VI División Orgánica,  en sustitución del general Mola. Falleció el 15 de noviembre de 1936.

## Condecoraciones
- Gran Cruz de San Hermenegildo (1932)[8]